# José Manuel Ospina
José Manuel Ospina García (Bogotá, 30 de mayo de 1972) es un actor, presentador de televisión y humorista colombiano originario de la ciudad de Bogotá. Inició su carrera en la televisión como concursante del popular programa de humor Sábados felices en 1990.

## Carrera
José Manuel inició su carrera como humorista, participando en el popular programa de televisión Sábados felices, donde en 1990 logró ganar el concurso de humor durante diez programas seguidos, hecho que lo catapultó para integrar el elenco de comediantes de shows como No me lo cambie, Ordoñese de la Risa y La hora sabrosa durante la década de 1990. A comienzos de la década de 2000 se le pudo ver en programas internacionales como Viva la comedia (Canal Sur Miami) y El show de Don Francisco. Tras su regreso a Colombia se desempeñó fundamentalmente en el teatro y el stand-up comedy, haciendo parte de producciones de este tipo como El fregadero y ¿Quién se comerá al chiquito?
En la década de 2010 su presencia en el cine y la televisión colombiana empezaron a hacerse más notorias. En 2012 interpretó a Guify en la película de humor ¿Por qué dejaron a Nacho? Un año después integró el elenco de la serie de televisión Tres Caínes, donde encarnó al fallecido humorista Jaime Garzón y apareció en la película de suspenso de Fernando Ayllón Secretos.
En 2013 apareció en la serie El día de la suerte y un año después integró el elenco de Niche, lo que diga el corazón, telenovela basada en la historia de la orquesta de salsa Niche. Retornó al cine en 2014 en el papel protagónico de Víctor en la comedia Nos vamos pa'l mundial, nuevamente con Fernando Ayllón como director. La producción internacional de 2015 Yo soy Franky fue su siguiente aparición en televisión, interpretando el personaje de Ramón. 
Ese mismo año interpretó el personaje de "El guajolote" en la película de humor Se nos armó la gorda al doble junto a Fabiola Posada y Nelson Polanía.

## Filmografía

### Televisión
| Año  | Título                        | Personaje                  | Canal              |
| ---- | ----------------------------- | -------------------------- | ------------------ |
| 2004 | Casados con hijos             | Manolo                     | Caracol Televisión |
| 2013 | El día de la suerte           | Jairo García               | Canal RCN          |
| 2013 | Tres Caínes                   | Jairo García               | Canal RCN          |
| 2014 | Niche, lo que diga el corazón | Saúl                       | Caracol Televisión |
| 2015 | Yo soy Franky                 | Ramón                      | Nickelodeon        |
| 2015 | ¿Quién mató a Patricia Soler? | José                       | MundoFox           |
| 2018 | Garzón                        | Sicario                    | Canal RCN          |
| 2021 | Felices los cuatro            | Dr. Nexus Alexander Cogote | Canal TRO          |
| 2021 | Enfermeras                    | Don Antonio                | Canal RCN          |

## Programa
| Año       | Título              | Personaje    | Nota               |
| --------- | ------------------- | ------------ | ------------------ |
| 1995-1998 | Ordoñese de la risa |              | Canal 1            |
| 2015      | Tu cara me suena    | Participante | Caracol Televisión |

## Cine
| Año  | Título                                          | Personaje        | Nota |
| ---- | ----------------------------------------------- | ---------------- | ---- |
| 2021 | No me echen ese muerto                          | Pervertido       |      |
| 2019 | Embarazada por obra y gracia                    |                  |      |
| 2018 | Santo cachón                                    | Antonio          |      |
| 2017 | El show de cejas pobladas                       |                  |      |
| 2015 | Se nos armó la gorda al doble: Misión Las Vegas | El Guajolote     |      |
| 2014 | Nos vamos pa'l mundial                          | Víctor           |      |
| 2013 | Secretos                                        | Ingeniero Enciso |      |
| 2012 | ¿Por qué dejaron a Nacho?                       | Gulfy            |      |